# Lionel Aingimea
Lionel Rouwen Aingimea (né le 2 septembre 1965)est un juriste et homme politique nauruan, président de la République du 27 août 2019 au 28 septembre 2022.

## Biographie

### Débuts
Il étudie le droit en Australie, devient avocat et travaille pour l'organisation non gouvernementale Regional Rights Resource Team, qui défend les droits de l'homme et les principes de bonne gouvernance dans les États d'Océanie,. Il travaille également comme barrister (avocat plaidant) aux Îles Marshall et enseigne le droit à l'université du Pacifique Sud.
Il se présente aux élections législatives nauruanes de 2013 dans la circonscription de Meneng, sans succès. Il devient haut fonctionnaire au ministère de la Justice dans le nouveau gouvernement du président Baron Waqa. En 2015, c'est ainsi lui qui met en œuvre la décision du gouvernement d'interdire l'accès à Facebook et à d'autres sites Internet, officiellement pour empêcher à la population d'accéder à des contenus pornographiques ; l'opposition, elle, dénonce une tentative d'empêcher aux citoyens de pouvoir prendre connaissance de toute critique formulée à l'encontre d'un gouvernement de plus en plus autoritaire. La suspension de l'accès à Facebook n'est levée qu'en 2018.
Lionel Aingimea remporte un siège au Parlement dans la circonscription de Meneng aux élections législatives de 2016, et rejoint la majorité parlementaire du président Waqa, pourtant fortement critiqué pour ses atteintes à l'État de droit et aux principes démocratiques. Il est nommé ministre-adjoint à la Justice et à l'Immigration auprès de David Adeang, ministre de la Justice et numéro deux du gouvernement, perçu comme le véritable homme fort du gouvernement Waqa,.

### Président de la République

#### Élu président
Il est réélu député de Meneng aux élections législatives du 24 août 2019, à l'issue desquelles Baron Waqa est évincé du Parlement. La nouvelle assemblée se réunit trois jours plus tard pour élire le président de la République. Lionel Aingimea, qui se présente contre David Adeang, est élu avec les voix de douze députés (dont la sienne) contre six pour son adversaire. Il nomme son Cabinet le lendemain, attribuant tous les postes ministériels autres que les siens à des députés dont c'est le premier mandat législatif (et exécutif).
Répondant aux questions de Radio New Zealand en septembre 2019, il affirme et réitère que le gouvernement Waqa n'a jamais porté atteinte à l'État de droit, et refuse de se prononcer sur le cas des « Dix-Neuf de Nauru », dix-neuf opposants persécutés par ce gouvernement. La radio néo-zélandaise commente que cela « semble doucher tout espoir » de changement de pratiques par rapport au gouvernement précédent. Le 12 décembre, les douze accusés restants parmi les « Dix-Neuf de Nauru », jugés sans avoir accès à un avocat, sont déclarés coupables d'émeute par la Cour suprême, nouvellement présidée par le Fidjien Daniel Fatiaki. Ils sont condamnés à des peines allant de trois à onze mois de prison ferme.

#### Politique étrangère
Fin septembre, les Îles Salomon et les Kiribati venant toutes deux de rompre leurs relations diplomatiques avec Taïwan au profit de la République populaire de Chine, il indique que sous son gouvernement, Nauru maintiendra sa relation privilégiée avec Taipei.
Le 8 février 2021, solidairement avec les présidents des quatre autres États micronésiens, il annonce que Nauru quittera le Forum des îles du Pacifique, jugeant que cette organisation manque de considération pour les pays de la Micronésie,. En février 2022, les chefs d'État des cinq États micronésiens annoncent qu'ils suspendent leur retrait de l'organisation. Les cinq présidents s'accordent à proposer des réformes au Forum, et demandent au Forum de les adopter au mois de juin au plus tard.

#### Politique intérieure
Le gouvernement de Lionel Aingimea doit faire face à la pandémie de Covid-19. En mars 2020, il restreint les liaisons aériennes entre Nauru et le reste du monde et met en place une période de quarantaine obligatoire des personnes arrivant dans le pays. Nauru demeure l'un des très rares pays au monde à ne pas être atteint par la pandémie, jusqu'en avril 2022 lorsque deux passagers en quarantaine se révèlent positifs au virus. Maintenu en zone de quarantaine, le virus ne pénètre pas dans la population.
Son gouvernement organise en novembre 2021 une consultation populaire pour demander à la population d'approuver sa proposition d'abroger l'éligibilité au Parlement des citoyens naturalisés et de leurs descendants. Fort d'un vote à 70,4 % en sa faveur, il introduit en mars 2022 au Parlement un projet de loi d'amendement constitutionnel en ce sens.

### Assistant du président Adeang
Bien que le gouvernement Aingimea conserve tous ses sièges aux élections législatives de septembre 2022, le président Aingimea ne brigue pas de second mandat. Seul candidat à la présidence de la République, Russ Kun, qui était adjoint au ministre des Finances Martin Hunt dans le gouvernement sortant, est formellement élu par les députés le 28 septembre,. Lionel Aingimea est, lui, élu vice-président du Parlement, secondant Marcus Stephen.
Le président Kun perd la confiance du Parlement le 25 octobre 2023 et David Adeang lui succède le 30 octobre. Le nouveau président nomme Lionel Aingimea ministre assistant le président, ministre des Affaires étrangères et du Commerce extérieur, ministre de la Police, ministre de la Justice et du Contrôle des frontières, et ministre de l'Autorité portuaire de Nauru et du Fret maritime, assisté par Isabella Dageago, ministre adjointe à la Justice et au Contrôle des frontières,.